# Riley Greene
Riley Greene (Orlando, Florida, 28 de septiembre de 2000) es un jugador profesional estadounidense de béisbol que se desempeña en la posición de jardinero central en Detroit Tigers, equipo de las Grandes Ligas de Béisbol (MLB).

## Carrera
Fue seleccionado en la primera ronda en el Draft de la MLB de 2019. En 2022 hizo su debut profesional con el equipo Detroit Tigers, donde lleva jugando tres temporadas.